# Paula Wessely
Paula Wessely, née le 20 janvier 1907 à Vienne et morte le 11 mai 2000 dans cette même ville, est une actrice autrichienne. Elle tourna dans de nombreux films. Elle rencontra le succès en 1934 dans son premier film Mascarade de Willi Forst et joua sur de prestigieuses scènes de théâtre.
Elle était la nièce d'une actrice du Burgtheater de Vienne, Josephine Wessely, qui rencontra un certain succès à la fin du XIXe siècle.

## Biographie
Paula Wessely interprète le premier rôle féminin dans Maskerade (Mascarade), comédie musicale de Willi Forst, qui la fait connaître au grand public, aux côtés d'Adolf Wohlbrück. Sa carrière cinématographique s'enchaîne très vite, avec Episode, film de Walter Reisch sorti en 1935, pour lequel elle reçoit le prix de la meilleure actrice au festival du film de Venise, Ernte en 1936 ou Spiegel des Lebens (Miroir de la vie) en 1938. Elle tourne ensuite pour la Wien Film GmBH et la UFA, devenant une actrice de premier plan dans l'espace germanophone d'avant-guerre.
Elle épouse en 1935 l'acteur Attila Hörbiger (1896-1987) à qui elle donne trois enfants : Elisabeth Orth qui deviendra actrice (1936), Christiane Hörbiger (1938) qui deviendra aussi actrice, et Maresa Hörbiger (1945) qui suivra l'exemple familial.
Son rôle dans le film de propagande Heimkehr (1941) sera sévèrement critiqué après la guerre. Elle renoue avec le succès dans Der Engel mit der Posaune (1948), ou bien dans Maria-Theresia de Emil-Edwin Reinert en (1951). Elle se consacre à partir de 1953 au théâtre, et joue principalement au Burgtheater de Vienne, sans délaisser totalement le cinéma, où elle joue dans les années 1960 et 1970 et on la voit encore à la télévision dans les années 1970 et 1980.

## Filmographie
- 1935 : Episode de Walter Reisch
- 1951 : Maria-Theresia de Emil E. Reinert
- 1955 : La Patronne de la Couronne d'or de Theo Lingen

## Prix, récompenses et honneurs
- 1979–2000 : dépositaire de l'anneau d'Alma Seidler

## Note
1. ↑  Orth est son nom d'artiste, du nom de famille de sa grand-mère maternelle.